# Camponotus beccarii
Camponotus beccarii är en myrart som beskrevs av Carlo Emery 1887. Camponotus beccarii ingår i släktet hästmyror, och familjen myror. Inga underarter finns listade.